# Pouxeux
Pouxeux – miejscowość i gmina we Francji, w regionie Grand Est, w departamencie Wogezy.
Według danych na rok 1990 gminę zamieszkiwało 1836 osób, a gęstość zaludnienia wynosiła 128 osób/km² (wśród 2335 gmin Lotaryngii Pouxeux plasuje się na 226. miejscu pod względem liczby ludności, natomiast pod względem powierzchni na miejscu 366.).